# Écluse de Padworth

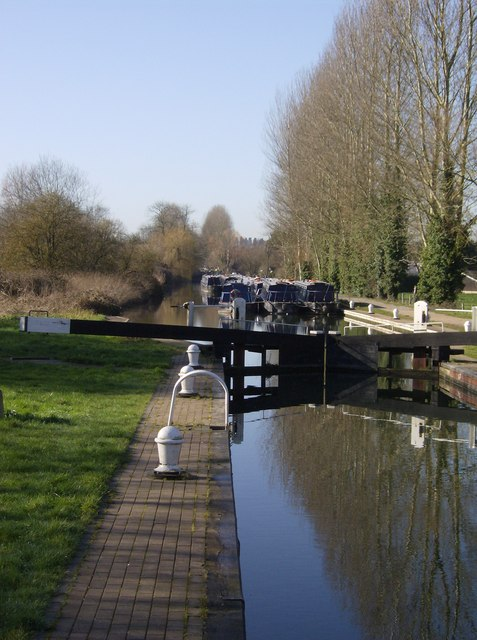
L'écluse de Padworth est une des nombreuses écluses reconstruites à partir de zéro lors de la restauration du canal.

L'écluse de Padworth est une écluse sur le canal Kennet et Avon, située à Aldermaston Wharf, dans la paroisse civile de Padworth, dans le Berkshire, en Angleterre.
L'écluse de Padworth a été construite entre 1718 et 1723 sous la supervision de l'ingénieur John Hore de Newbury. C'était à l'origine une écluse aux bas-côtés engazonnés. L'écluse a une hauteur d'eau de 1,55 m (5 pi 1 po).
Elle a été totalement reconstruite en brique entre 1982 et 1984. Le canal est administré par la British Waterways.

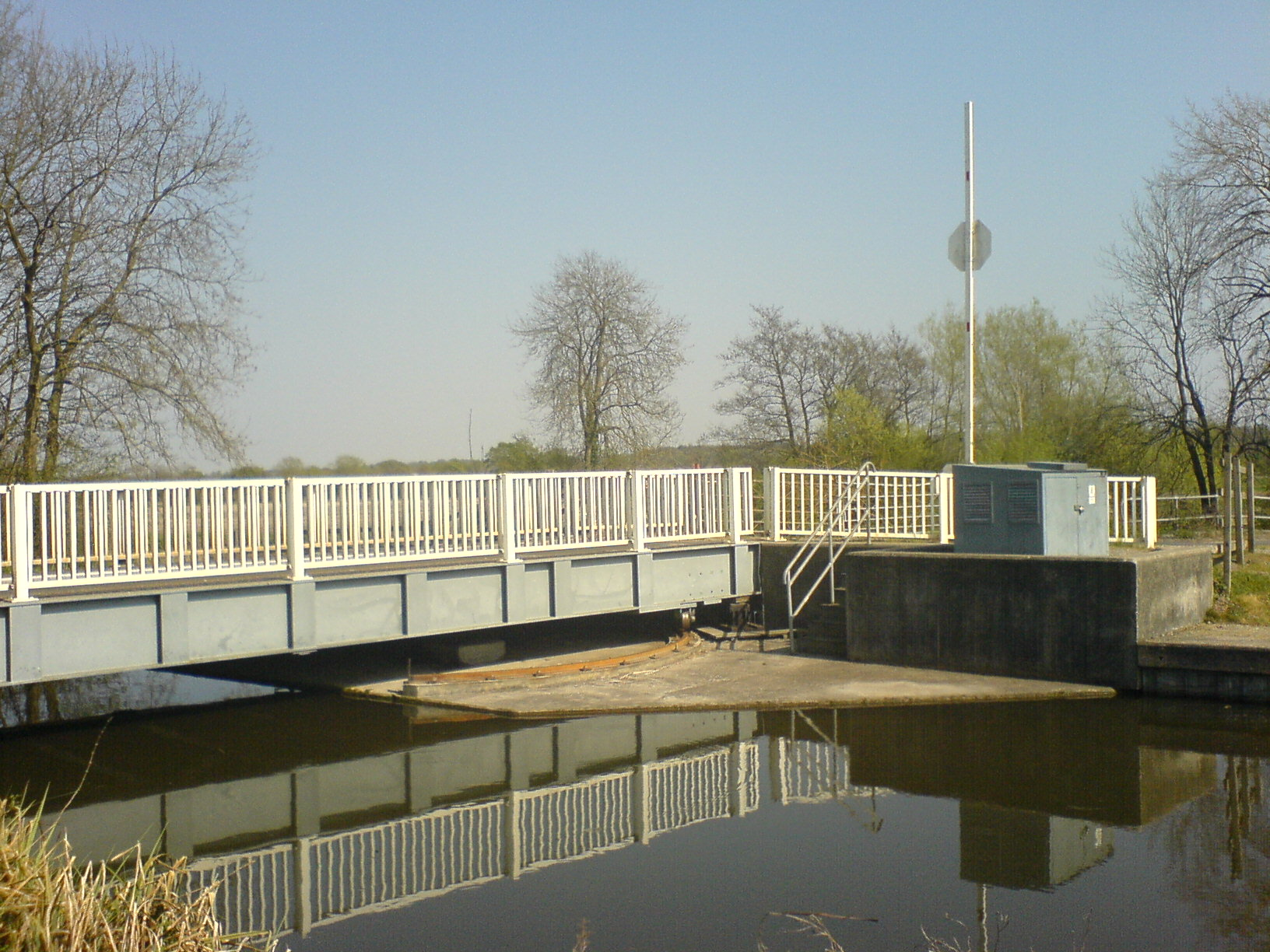
Abord du pont tournant de Padworth